# Huty

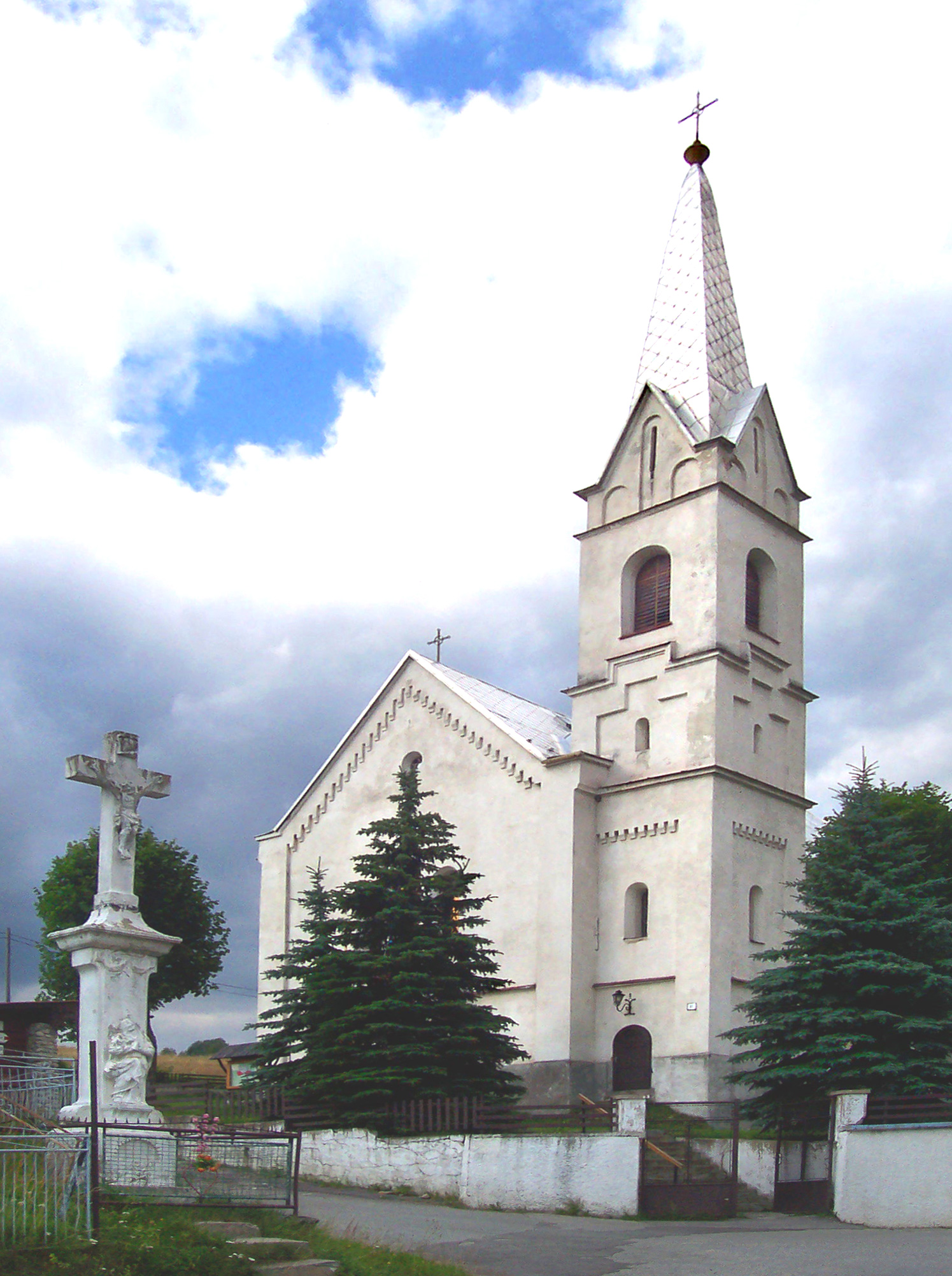
Huty

Huty (Hongaars: Hutti) is een Slowaakse gemeente in de regio Žilina, en maakt deel uit van het district Liptovský Mikuláš.
Huty telt 192 inwoners.